# Diamond Eyes
Diamond Eyes é o sexto álbum de estúdio da banda Deftones, lançado a 4 de maio de 2010. Esse foi o primeiro álbum com participação do baixista Sergio Vega que substitui Chi Cheng após o mesmo sofrer um acidente automobilístico em 2008 que o deixou em coma. A banda tentou gravar um sucessor para o álbum Saturday Night Wrist por meados de 2008 intitulado Eros porém após o acidente de Cheng, o álbum foi descartado e Diamond Eyes foi gravado como substituto. 

## Faixas
Todas as faixas foram compostas por Deftones.
| N.º            | Título                    | Duração |  |
| 1.             | "Diamond Eyes"            | 3:08    |  |
| 2.             | "Royal"                   | 3:32    |  |
| 3.             | "CMND/CTRL"               | 2:25    |  |
| 4.             | "You've Seen the Butcher" | 3:31    |  |
| 5.             | "Beauty School"           | 4:47    |  |
| 6.             | "Prince"                  | 3:36    |  |
| 7.             | "Rocket Skates"           | 4:17    |  |
| 8.             | "Sextape"                 | 4:01    |  |
| 9.             | "Risk"                    | 3:38    |  |
| 10.            | "976-EVIL"                | 4:32    |  |
| 11.            | "This Place Is Death"     | 3:48    |  |
| Duração total: | Duração total:            | 41:15   |  |

| Faixa bônus de pré-venda online |                             |         |  |
| N.º                             | Título                      | Duração |  |
| 12.                             | "Rocket Skates" (M83 Remix) | 5:45    |  |
| Duração total:                  | Duração total:              | 47:00   |  |

| Edição deluxe do iTunes |                                           |         |  |
| N.º                     | Título                                    | Duração |  |
| 12.                     | "Do You Believe" (cover de The Cardigans) | 3:29    |  |
| 13.                     | "Ghosts" (cover de Japan)                 | 4:27    |  |
| 14.                     | "Caress" (cover de Drive Like Jehu)       | 3:33    |  |
| Duração total:          | Duração total:                            | 52:44   |  |

## Paradas
| Ano  | Parada                             | Posição |
| ---- | ---------------------------------- | ------- |
| 2010 | Billboard 200                      | 6       |
| 2010 | Top Digital Albums                 | 2       |
| 2010 | Top Hard Rock Albums               | 2       |
| 2010 | Top Modern Rock/Alternative Albums | 2       |
| 2010 | Top Rock Albums                    | 2       |
| 2010 | Top Canadian Albums                | 10      |

## Créditos
Créditos de Diamond Eyes de acordo com o encarte do CD.
Deftones
- Stephen Carpenter – Guitarra
- Abe Cunningham – Bateria
- Frank Delgado – Teclados
- Chino Moreno – Vocal, guitarra
- Sergio Vega – Baixo

Arte e design
- Frank Maddocks – Direção criativa e design
- John Ross – Fotos de coruja
- 13th Witness (Tim McGurr) – Foto da banda

Production and recording
- Keith Armstrong – Assistente de mixagem
- David Benveniste – A&R (Artistas e Repertório)
- Paul Figueroa – Gravação, engenharia
- Ted Jensen – Masterização
- Nik Karpen – Assistente de mixagem
- Chris Lord-Alge – Mixagem
- Nick Raskulinecz – Produtor, mixagem
- Andrew Schubert – Engenharia adicional
- Brad Townsend – Engenharia adicional
- Tom Whalley – Produtor executivo
- Kevin Willianson – A&R para a Warner Bros. Records